# Siege (groupe)
Siege est un groupe américain de punk hardcore, originaire de Weymouth (Massachusetts).

## Histoire
Les premiers membres adolescents commencent à jouer ensemble en 1981 à Weymouth. Le guitariste Kurt Habelt, le bassiste Hank McNamee et le batteur Rob Williams répètent ensemble de manière informelle pendant cette période. En 1983, ils recrutent le chanteur et saxophoniste occasionnel Kevin Mahoney de Braintree à proximité.
Se décrivant comme un groupe punk de « deuxième vague », ils se réfèrent au punk hardcore et à la new wave of British heavy metal, ainsi que le désir de jouer plus vite que leurs prédécesseurs, comme des influences formatrices sur leur son. Le premier spectacle officiel de Siege a lieu lors d'une bataille des groupes début 1984 à la Weymouth High School. Ils sont disqualifiés pour obscénités et le fait que McNamee ait brisé sa basse sur scène.
Siege enregistre une cassette démo de six chansons chez Radiobeat Records à Kenmore Square le 6 février 1984. La démo est produite par le producteur Lou Giordano. En octobre 1984, le groupe enregistre trois autres chansons chez Radiobeat avec Giordano pour la compilation hardcore Cleanse the Bacteria de Pushead en 1985. Ces trois chansons sont la seule sortie originale officielle de Siege.
Malgré leur proximité avec Boston, Siege ne s'intègre pas à la scène straight edge qui domine dans cette ville et joue la plupart de leurs concerts plus loin dans l'ouest du Massachusetts, le Connecticut et Rhode Island. Il joue à Greenfield avec les groupes hardcore locaux DYS, Cancerous Growth, The Freeze, BIU, Outpatients et Deep Wound.
En 1985, Siege doit jouer son premier concert à New York au CBGB avec The Necros. Mahoney ne se présente pas au concert, Siege se dissout peu de temps après.
Putnam rencontre Kurt Habelt lors d'un spectacle de Rollins Band en 1990 et lui dit qu'il devrait rassembler Siege. Habelt refuse d'abord et dit qu'il récupérerait Kevin Mahoney s'il le faisait. Mahoney vient regarder le groupe répéter et refuse d'être avec Williams et Habelt. Siege se reforme brièvement en 1991 avec le chanteur d'Anal Cunt Seth Putnam à la place de Mahoney. Ils enregistrent une démo de quatre chansons qui serait perdue en raison de l'endommagement de la bobine principale, et donnent des spectacles avec les groupes Sloppy Seconds et Toetag. Hank McNamee part peu après, le groupe se sépare au début de l'année suivante. Williams qualifiera plus tard la formation des années 1990 de réunion de "faux départ". L'album Drop Dead est réédité chez Relapse Records, les trois membres ont reçu une avance de 600 $ et Putnam est payé 200 $ parce qu'il avait acheté la bobine endommagée retrouvée sur une cassette des années plus tard et deviendra l'EP Lost Session '91.
Bien qu'il n'ait écrit que 20 minutes de musique et qu'il n'ait jamais joué en dehors de la Nouvelle-Angleterre, Siege a une influence. Les morceaux de Cleanse the Bacteria les exposent à un large public, y compris Lars Ulrich de Metallica, qui le décrit comme le groupe le plus rapide qu'il ait jamais entendu. De nombreux groupes pionniers établissant les sous-genres death metal et grindcore dans les années 1980 citent Siege comme une influence formatrice, y compris les groupes britanniques Carcass et Napalm Death.
Relapse Records publie officiellement les pistes de la démo et de la compilation de Siege en 1994 sous le nom de Drop Dead. L'édition vinyle en 2009 par le label Deep Six contient trois morceaux supplémentaires, Two-Faced, Trained To Kill et Questions Behind The Wall, enregistrés pendant les séances de Radiobeat.
L'enregistrement de 1991 est inédit pendant de nombreuses années. Le morceau Cameras est publié sur la compilation 13 Bands Who Think You're Gay sorti par Putnam en 2004. Les trois morceaux supplémentaires Death & Taxes, New World Order et Disregard sont redécouverts sur une cassette en 2014. Les quatre chansons sortent chez PATAC Records sous le nom de Lost Session ’91.
Williams forme le groupe Nightstick, qui reçoit Putnam et Habelt à certains moments. Williams et Mahoney jouent ensemble dans The Spoils, qui sort le LP ...To the Victor en 2007. Putnam meurt d'une crise cardiaque présumée le 11 juillet 2011, tandis que Mahoney meurt le 14 octobre de la même année après une longue bataille contre le diabète. Williams interprète parfois des morceaux de Siege en concert avec le groupe Dropdead qui donne son dernier concert en février 2015.
En 2016, Williams et Habelt reforment le groupe. Le groupe est complété par le chanteur Mark Fields, le deuxième guitariste Chris Leamy (membre de Japanese Torture Comedy Hour avec le guitariste de Pig Destroyer Scott Hull) et le bassiste Paulie Kraynak. Ils donnent leur premier concert à Providence avec en tête d'affiche Infest. D'autres performances comprennent des saxophonistes invités, dont John Zorn. Kraynak  part en août 2017. Pour les dates de 2019, Leamy passe à la guitare basse, avec en alternance les deuxièmes guitaristes Ben Barnett (de Dropdead) et Mario Travers complétant la formation.

## Discographie
Démo
- Drop Dead (1984) (cassette, autoproduction)

Album
- Drop Dead (1994) (CD, Relapse Records) (Demo '84 + morceaux de la compilation Cleanse the Bacteria)

EP
- Lost Session '91 (2014) (PATAC Records)

Compilation appearances
- Cleanse the Bacteria (1985) (Pusmort Records) (trois morceaux : Sad But True, Cold War et Walls)
- 13 Bands Who Think You're Gay (2004) (Menace to Sobriety Records) (Cameras)

## Source de la traduction
- (en) Cet article est partiellement ou en totalité issu de l’article de Wikipédia en anglais intitulé « Siege (band) » (voir la liste des auteurs).